# Rhodesiella bicolor
Rhodesiella bicolor är en tvåvingeart som först beskrevs av Becker 1910.  Rhodesiella bicolor ingår i släktet Rhodesiella och familjen fritflugor.
Artens utbredningsområde är Kenya. Inga underarter finns listade i Catalogue of Life.